# Ringkraakbeen
Het ringkraakbeen, zegelringkraakbeen, cartilago cricoides of cricoïd is een kraakbeenring onder in het strottenhoofd. De kraakbeenringen direct onder het ringkraakbeen zijn de kraakbeenringen van de luchtpijp (trachea).

## Naamgeving
De Latijnse naam cartilago cricoides is een vertaling van de Oudgriekse naam χόνδρος κρικοειδής chóndros krikoeidés. Zowel het Latijnse cartilago als het Oudgriekse χόνδρος betekenen kraakbeen. Het Oudgriekse woord κρικοειδής betekent ringvormig. Deze Oudgriekse naam komt voor in een werk (Tractatus de vocis organo) van de Griekse arts Galenus, waarvan men niet zeker is of Galenus ook daadwerkelijk de schrijver is. In een ander werk van Galenus (De usu partium) wordt het ringkraakbeen aangeduid met een rangtelwoord als het tweede kraakbeen (δεύτερος χόνδρος deúteros chóndros). Deze laatste naam heeft wellicht tot de nietszeggende naam cartilago innominata (innominata = zonder naam) geleid bij latere anatomen.
Naast de schrijfwijze cartilago cricoides komt men ook de vorm cartilago cricoidea tegen. Cricoideus is een verkeerde omzetting van Grieks κρικοειδής naar het Latijn.